# William Rufus Shafter
William Rufus Shafter (Galesburg, 16 de octubre de 1835-San Francisco, 12 de noviembre de 1906) fue un oficial del Ejército de la Unión durante la Guerra Civil, quien recibió la máxima condecoración de Estados Unidos, la medalla de honor, por sus acciones en la batalla de Fair Oaks. Shafter también jugó un papel destacado como general-mayor en la Guerra Hispano-Estadounidense. Era conocido informalmente como «Pecos Bill».

## Biografía

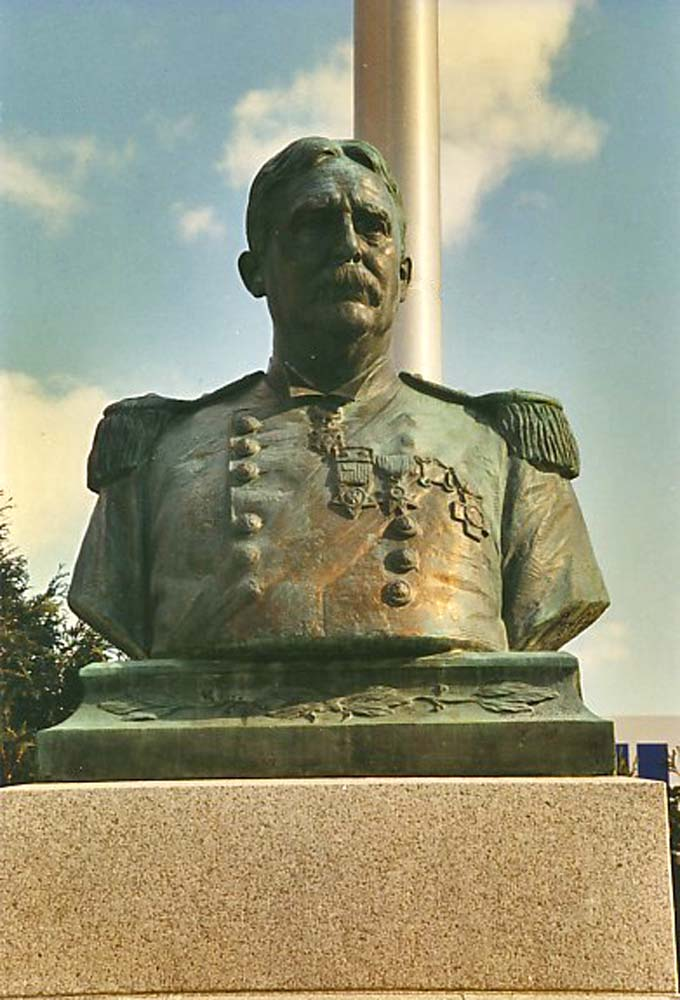
Busto de William Shafter en Galesburg (Míchigan)

### Primeros años
Shafter nació el 16 de octubre de 1835 en Galesburg, Michigan. Trabajó como profesor y agricultor en los años anteriores a la Guerra Civil.

### Guerra Civil y campañas contra los indios
Shafter sirvió como teniente primero del Ejército de la Unión en el séptimo Regimiento de voluntarios de Infantería de Michigan en las batallas de Ball's Bluff y Fair Oaks, en la que fue herido y por la que recibió la Medalla de Honor por su heroísmo durante la batalla. Llevaba una carga en el primer día de la batalla y fue herido hacia el final de la lucha de ese día. Con el fin de quedarse con su regimiento al que ocultó sus heridas y pudo participar en el segundo día de la batalla. El 22 de agosto de 1862 se reunió fuera del servicio voluntario, pero regresó al campo como importante en el 19º Regimiento de Infantería de Voluntarios de Michigan. Fue capturado en la batalla de la estación Thompson y pasó 3 meses en una prisión confederada. En abril de 1864 después de su liberación fue nombrado coronel del regimiento 17 de las tropas de color de EE.UU. y llevó el regimiento en la batalla de Nashville.
Al final de la guerra, había sido ascendido a general de brigada de voluntarios. Se quedó en el regulares del ejército cuando terminó la guerra. Durante su servicio posterior en las Guerras Indias, recibió el apodo de "Pecos Bill". Dirigió el 24º de Infantería 24, otro regimiento de tropas de color de los Estados Unidos, en las campañas contra los Cheyenne, Comanche, Kickapoo y indios Kiowa en Texas. Siendo el comandante de la Fort Davis, comenzó una polémica por el consejo de guerra contra el segundo teniente Henry Flipper, el primer cadete negro en graduarse de West Point. En mayo de 1897 fue nombrado general de brigada.

### Guerra Hispano-Estadounidense

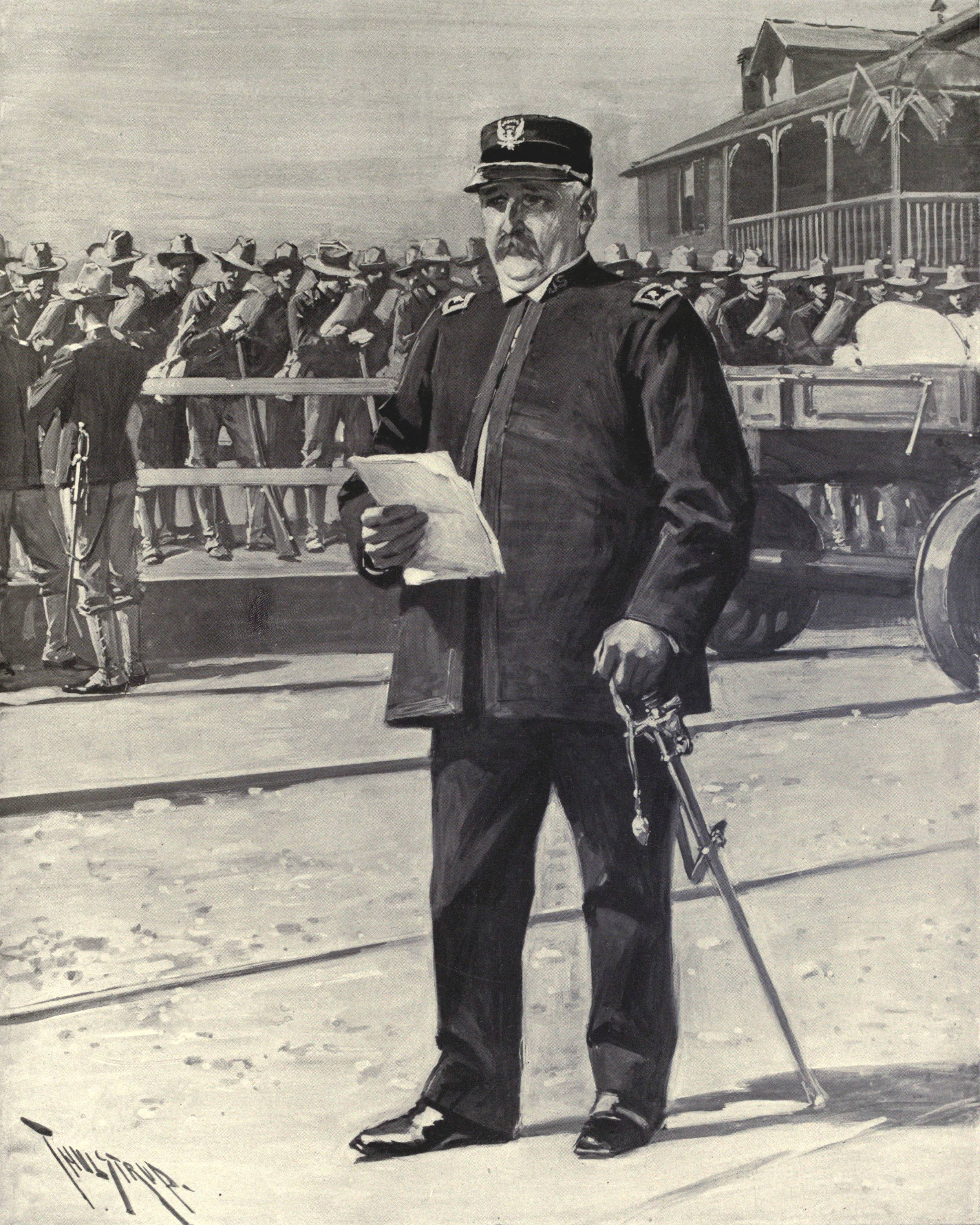
Shafter dirigiendo el embarque de tropas en Port Tampa. Ilustración de Thure de Thulstrup.

Durante el desembarco, Shafter envió por delante a su división de caballería en Joseph Wheeler para reconocer el camino de Santiago de Cuba. En absoluto desprecio de los pedidos, Wheeler trajo en una lucha que culminaron en la batalla de Las Guásimas. Shafter al parecer no se dio cuenta de la batalla estaba aún en curso ni dijo nada a Wheeler de él después.
Se desarrolló un plan para el último ataque a Santiago. Shafter enviaría a su primera división de infantería al ataque de El Caney, mientras que su segunda división de infantería y caballería atacaría a las alturas al sur de El Caney conocido como Loma de San Juan. Originalmente, Shafter previsto para liderar a sus fuerzas desde el frente, pero sufrió mucho por el calor tropical y fue confinado en su cuartel general hasta la parte posterior y fuera de la vista de los combates. No se puede ver la batalla de primera mano, nunca desarrolló una cadena de mando coherente. Planes de batalla ofensiva Shafter simplistas como es extremadamente vaga. Parecía no darse cuenta o sin preocuparse por el efecto de la matanza masiva de la tecnología moderna poseía armas de guerra por los españoles. Además, sus esfuerzos de recogida de información sobre la disposición de las tropas españolas y el equipo fue muy escasa, a pesar de que había un número de fuentes a su alcance, incluidos los informes de reconocimiento por las fuerzas rebeldes cubanas, así como el espionaje de los cubanos obtuvieron indígenas.

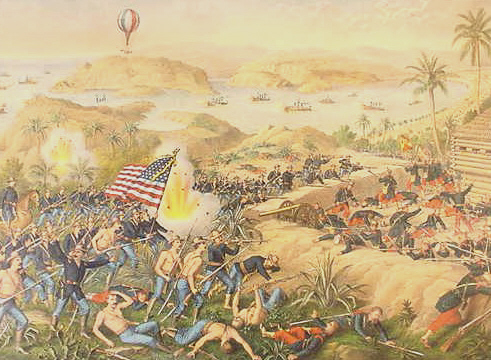
Batalla de El Caney, Kurz and Allison.

Durante el ataque se apresuró en El Caney y las colinas de San Juan, las fuerzas estadounidenses, que había preparado los caminos disponibles y fueron incapaces de maniobra, sufrió fuertes pérdidas de las tropas españolas equipadas con modernos repitiendo sin humo fusiles en polvo y la artillería de retrocarga, mientras que la de corto alcance cañones de pólvora negra unidades de artillería EE.UU. no han podido responder con eficacia. Bajas adicionales fueron realizados en el asalto real, que se caracterizó por una serie de valientes avances pero desorganizados y sin coordinación. Después de sufrir unas 1400 víctimas, y ayudado por un solo destacamento Gatling Gun para apoyo de fuego, las tropas estadounidenses asaltaron y ocuparon con éxito tanto en El Caney y San Juan Alturas.
La siguiente tarea de Shafter era la inversión y el asedio de la ciudad de Santiago y su guarnición. Sin embargo, la magnitud de las pérdidas estadounidenses fueron dándose a conocer en la sede de Shafter de vuelta en Sevilla (la gota, condición física deficiente, y el bulto enorme que no le permiten ir al frente). Las víctimas fueron entregadas no solo por el informe de mensajero, sino también por "los vagones de carne", la entrega de los heridos y moribundos al hospital. Viendo la carnicería, Shafter comenzó a flaquear en su determinación de derrotar a los españoles en Santiago. Él sabía que la posición de sus tropas era tenue, pero de nuevo tuvo poco de inteligencia sobre las penurias de los españoles sitiados en el interior de Santiago. Shafter sintió la Armada estaba haciendo muy poco para aliviar la presión sobre sus fuerzas. Suministros no se podría entregar a la parte delantera, dejando a los hombres de su falta de necesidades, en particular las raciones de alimentos. Shafter mismo estaba enfermo y muy débil. Con este punto de vista de los acontecimientos, Shafter, envió un mensaje dramático a Washington. Sugirió que el ejército debería renunciar a su ataque y todas sus ganancias para el día, y retirarse a un terreno más seguro cerca de cinco kilómetros de distancia. Por el momento este mensaje llegó a Washington, Shafter cambiado su perspectiva, y en su lugar las nuevas operaciones asedio después de exigir la rendición de la ciudad española y la guarnición de Santiago. Con la victoria de la Marina de los EE.UU. en la batalla de Santiago de Cuba, el destino de la posición española en Santiago estaba sellado. Poco después, el comandante español rindió la ciudad.

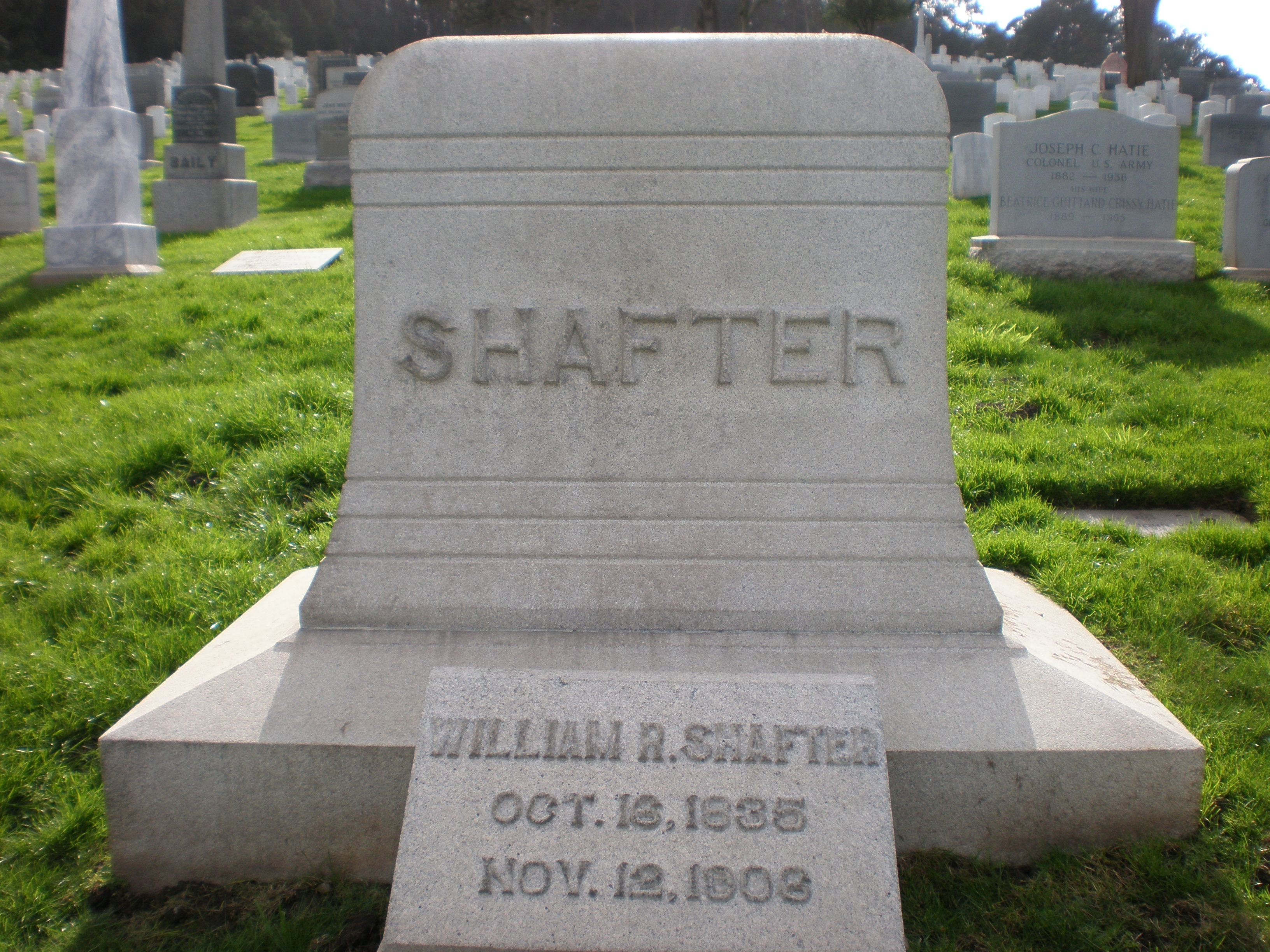
Tumba de Shafter en el Cementerio Nacional de San Francisco

Con el aumento incontrolable de la enfermedad en el ejército estadounidense en Cuba, Shafter y muchos de sus oficiales estaban a favor de una rápida retirada de Cuba. Shafter personalmente salió de Cuba en septiembre de 1898 y llegó a la cuarentena del Campo Wikoff. Shafter regresó a la orden del Departamento de California, donde supervisó el suministro de la expedición a las Filipinas bajo el general Wesley Merritt.
Shafter se retiró en 1901 y regresó a la agricultura. Falleció el 12 de noviembre de 1906 a los 71 años de edad en San Francisco y está enterrado en el Cementerio Nacional de San Francisco. Fort Shafter, en Hawaii, lleva su nombre, así como la ciudad de Shafter, California.